# Gran Teatro Reina Sofía
El Gran Teatro Reina Sofía es un edificio escénico de la localidad zamorana de Benavente que data de 1928 y es obra del arquitecto Antonio García Sánchez-Blanco. Fue mandado construir por Manuel Guerra Hidalgo, para sustituir a otro isabelino y contiguo a éste que era conocido como Teatro del Jardinillo. El espacio escénico, que fue llamado desde su inauguración Gran Teatro, se levantó sobre algunas dependencias del desamortizado Convento de Santo Domingo, del cual se conservan aún algunos restos y elementos decorativos, como son algunos estucados localizados en la zona de vestíbulos, así como antiguos muros con escudos nobiliarios situados en la parte posterior de la escena.

## Historia
En 1984 el Ayuntamiento de Benavente decide la adquisición del edificio, con el ánimo de recuperar para la ciudad una arquitectura singular y devolver a los ciudadanos parte de la memoria histórica que conservan sus muros. Así en 1991 el edificio fue rehabilitado bajo la dirección del arquitecto Francisco Somoza. El teatro tiene un aforo de 504 plazas entre butacas y palcos, siendo reinaugurado por la reina Sofía de Grecia el 5 de abril de 1991.

## Características
La elegante fachada da acceso al interior sigue los criterios compositivos y constructivos propios de la época y que se aplicaban a este tipo de edificios, estando decorado a base de hornacinas y guirnaldas. Dotado de grandes vestíbulos, sigue los parámetros de los teatros románticos, destacando la calidad espacial de las distintas dependencias. En torno al patio de butacas se disponen tres plantas de palcos, además de la platea, haciendo un total de 504 plazas. Los frentes de los palcos se hallan decorados con listones dorados y reproducciones en escayola de máscaras griegas. Los lienzos pintados de los techos de la antesala central y de la sala del teatro fueron realizados según bocetos de Jacobo Pérez-Enciso.